# Friedrich Halm
Friedrich Halm, pseudonimo di Eligius Franz von Münch-Bellinghausen (Cracovia, 2 aprile 1806 – Vienna, 22 maggio 1871), è stato uno scrittore e bibliotecario austriaco.
Importante personalità politica fu prefetto (1867-1871) della Biblioteca Palatina e membro a vita della Camera dei Signori (1861-1871).
Figlio di Cajetan Michael von Münch-Bellinghausen e nipote del diplomatico Joachim von Münch-Bellinghausen. 
Attraversò alterne fasi d'ispirazione, che si conclusero con un modello Schilleriano.
Nei suoi ultimi anni, dal 1867, fu anche soprintendente dei teatri di Corte, un incarico molto importante in un periodo in cui venne costruito la nuova Opera di Corte o Wiener Hofoper (l'attuale Wiener Staatsoper) e si iniziava a progettare il "moderno" Burgtheater per la prosa. Purtroppo questo lavoro fu troppo stressante per lui e vi rinunciò nel 1870.

## Opere

### Drammi
- Griseldis, 1835
- Der Adept, 1836
- Camoens, 1837
- Imelda Lambertazzi, 1838
- Ein mildes Urteil, 1840
- König und Bauer, 1841
- Der Sohn der Wildnis, 1842
- Sampiero, 1844
- Maria da Molina, 1847
- Der Fechter von Ravenna, 1854
- Eine Königin, 1857
- Iphigenie in Delphi, 1857
- Begum Somru, 1860
- Wildfeuer, 1864

### Narrativa
- Die Marzipanliese, 1856
- Die Freundinnen, 1860
- Das Haus an der Veronabrücke, 1864

### Sonstiges
- Gedichte, 1850
- Gesammelte Werke, 8 Bde., 1856-1864
- Erzählungen